# Scanner (computer)
 For alternative betydninger, se Scanner. (Se også artikler, som begynder med Scanner)
En grafikskanner, skanner (eller eng. scanner - og mest anvendt på dansk) er et apparat man kobler til sin computer for at kunne indlæse fysiske dokumenter eller billeder til computeren. Skannerens formål er at lave en digitaliseret kopi af et ikke-digitalt dokument.
Skannereren fungerer som et slags digitalkamera ved, at tage et billede af det objekt man vil scanne. Ved skanningen placeres papiret eller fotografiet på en glasplade, der belyses mens billedenheden bevæger sig fra den ene ende til den anden. På denne måde kan man få et skarpt billede uden det perspektiv, som man får ved et almindeligt kamera. I visse skannertyper er det papiret der bevæges, mens billedenheden står stille.
OCR-programmer kan med større eller mindre held genkende bogstaver, og omdanne det scannede billede af et stykke papir til et redigerbart tekstdokument.

## Specialiserede skannere
Der findes mange former for specialiserede skannere:
- QR-skanner - skanner QR-koder
- Stregkodelæsere
- Lysbilled-skannere